# Black (Alabama)
Black é uma cidade  localizada no estado americano do Alabama, no Condado de Geneva.

## Demografia
Segundo o censo americano de 2000, a sua população era de 202 habitantes. 
Em 2006, foi estimada uma população de 207, um aumento de 5 (2.5%).

## Geografia
De acordo com o United States Census Bureau, a localidade tem uma área de 8,0 km², sem área coberta por água.

## Localidades na vizinhança
O diagrama seguinte representa as localidades num raio de 24 km ao redor de Black. 